# مادة عضوية

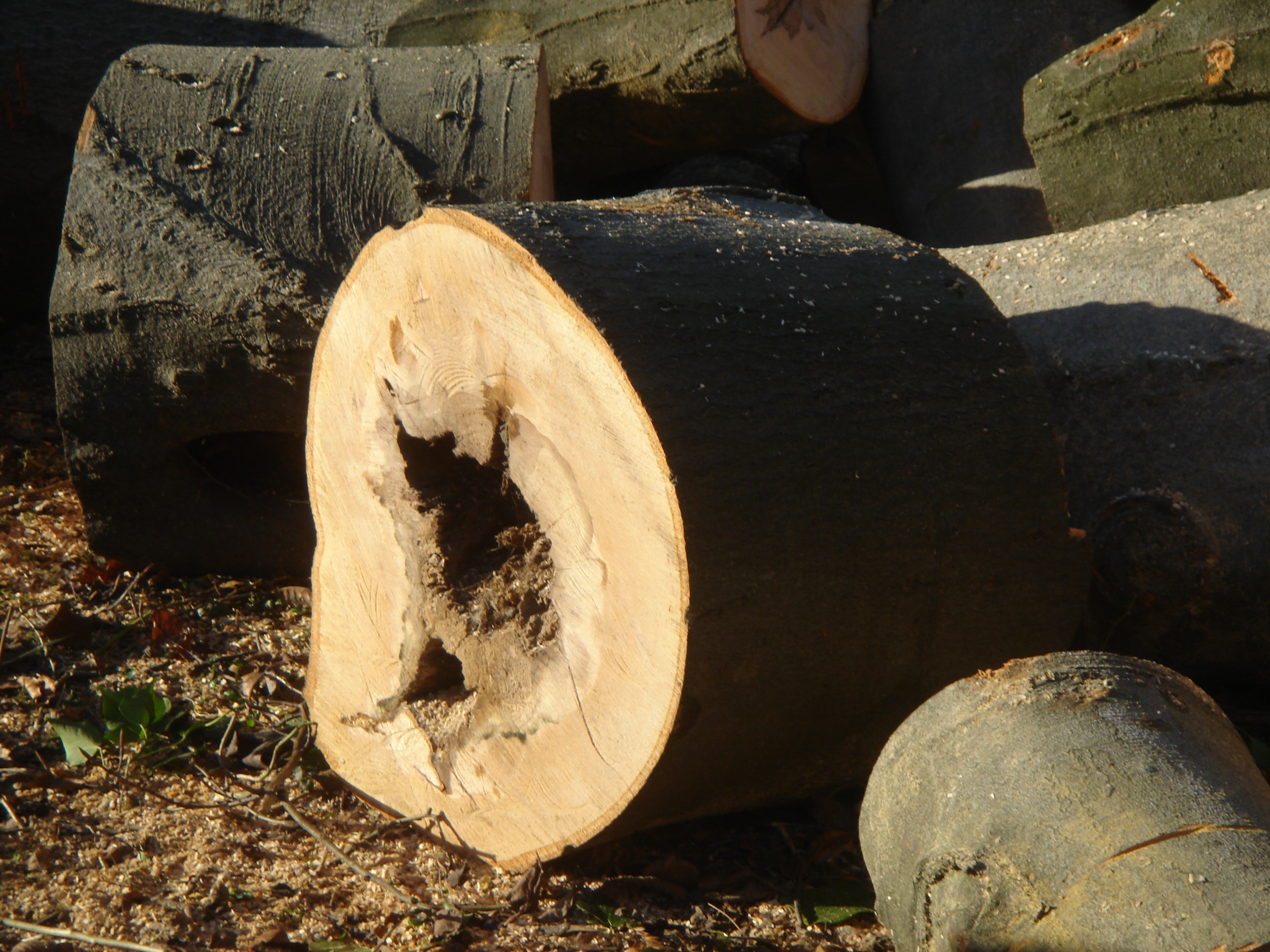

تشير المادة العضوية (أو المادة العضوية الطبيعية اختصاراً NOM من natural organic matter) إلى تجمع كبير من المركبات الكيميائية العضوية ذات الهيكل الكربوني الموجودة في البيئات الطبيعية أو الاصطناعية وذلك سواء على اليابسة أو في البيئات المائية.
يعود أصل المواد الطبيعية إلى بقايا الكائنات الحية من النباتات والحيوانات وفضلاتها في البيئة الطبيعية. توجد هذه البيئات الطبيعية في الكون بشكل أعظمي على كوكب الأرض، وإن كانت بعض الأبحاث الحديثة قد بينت وجود المواد العضوية على كوكب المريخ.
للمواد العضوية الضخمة بنى مؤلفة من السليولوز والعفص والكوتين cutin والليغنين، بالإضافة إلى العديد من البروتينات والليبيدات والكربوهيدرات. تعد هذه المواد العضوية ذات أهمية في حركة المغذيات في البيئة، وتلعب دوراً مهماً في الدورات الحيوية على سطح الأرض.

## اقرأ أيضاً
- مركب عضوي